# وزارة النفط والبيئة (البحرين)
وزارة النفط والبيئة هي وزارة في الحكومة البحرينيَّة مسؤولة عن جميع النشاطات المتعلقة بالنفط والغاز البحريني وترتبط جميع شركات النفط البحرينية الحكومية بها بشكل مباشر. وزير النفط والبيئة الحالي هو محمد بن مبارك بن دينه، منذ 14 يونيو 2022.

## وصلات خارجية
الموقع الرسمي لوزارة النفط والبيئة البحرينية